# Simpelejärvi
Le lac Simpelejärvi (finnois : Simpelejärvi) est un grand lac situé à Parikkala et Rautjärvi en Finlande et sa partie sud-est en république de Carélie,.

## Présentation
Le lac a une superficie de 91,1 kilomètres carrés et c'est le 49ème plus grand lac de Finlande.
L’altitude du lac de 68,8 mètres.
En raison de la régulation, l'altitude de surface varie entre 68,56 et 69,59 mètres.
Le lac est situé entre les Salpausselät.

## Vues  du lac

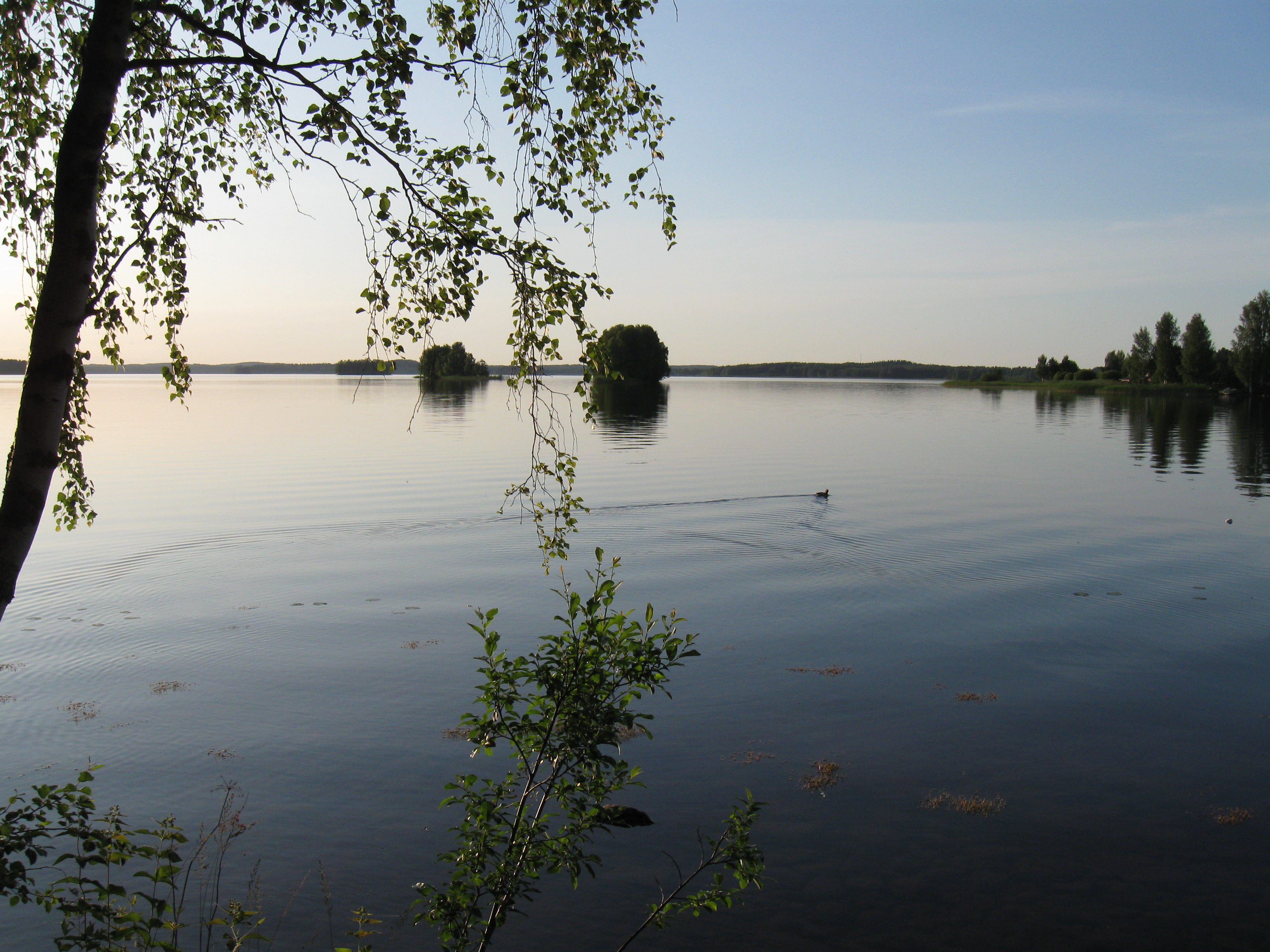
Vue de  Sikoharju.
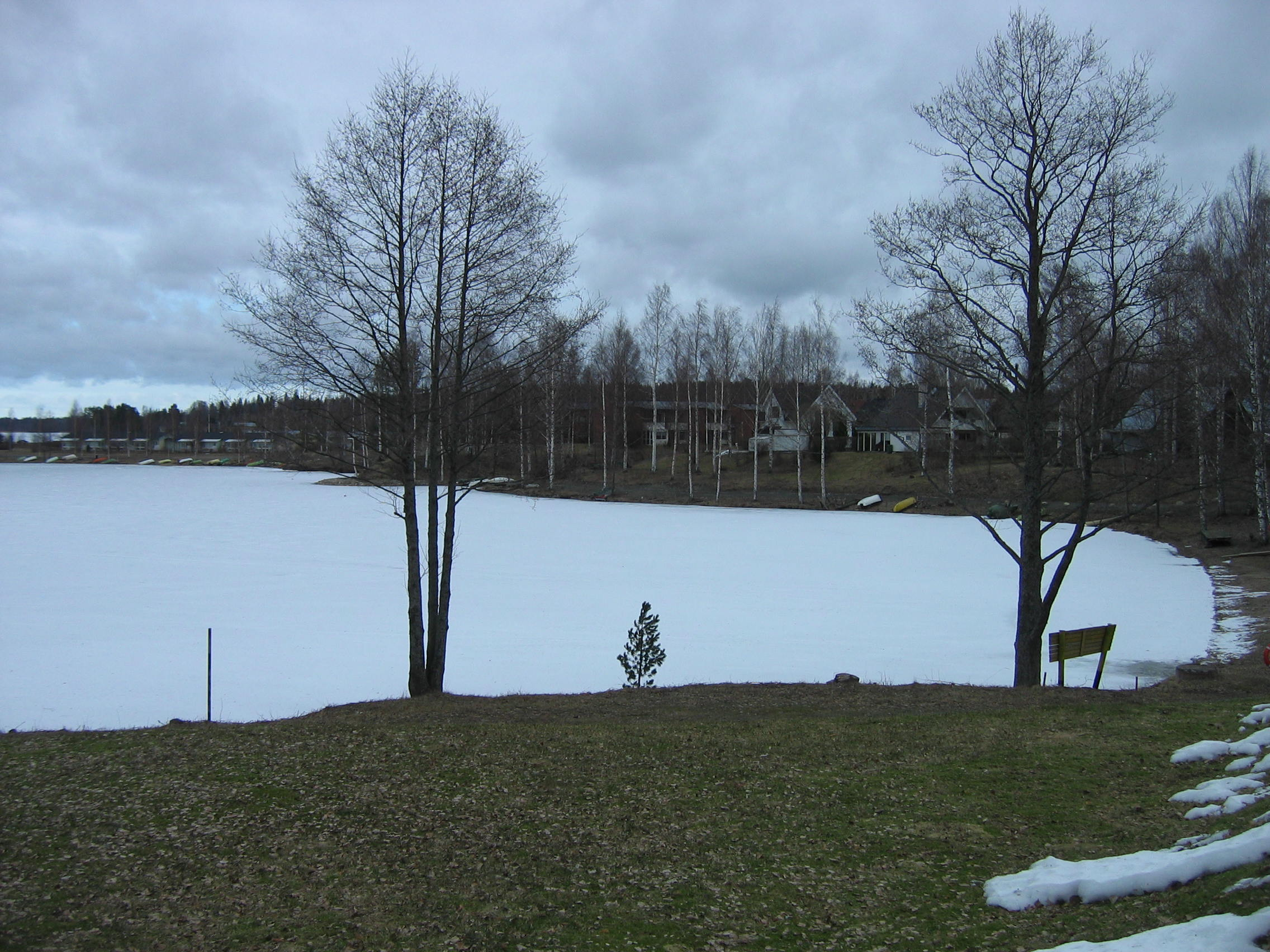
Plage de Harjulinna.
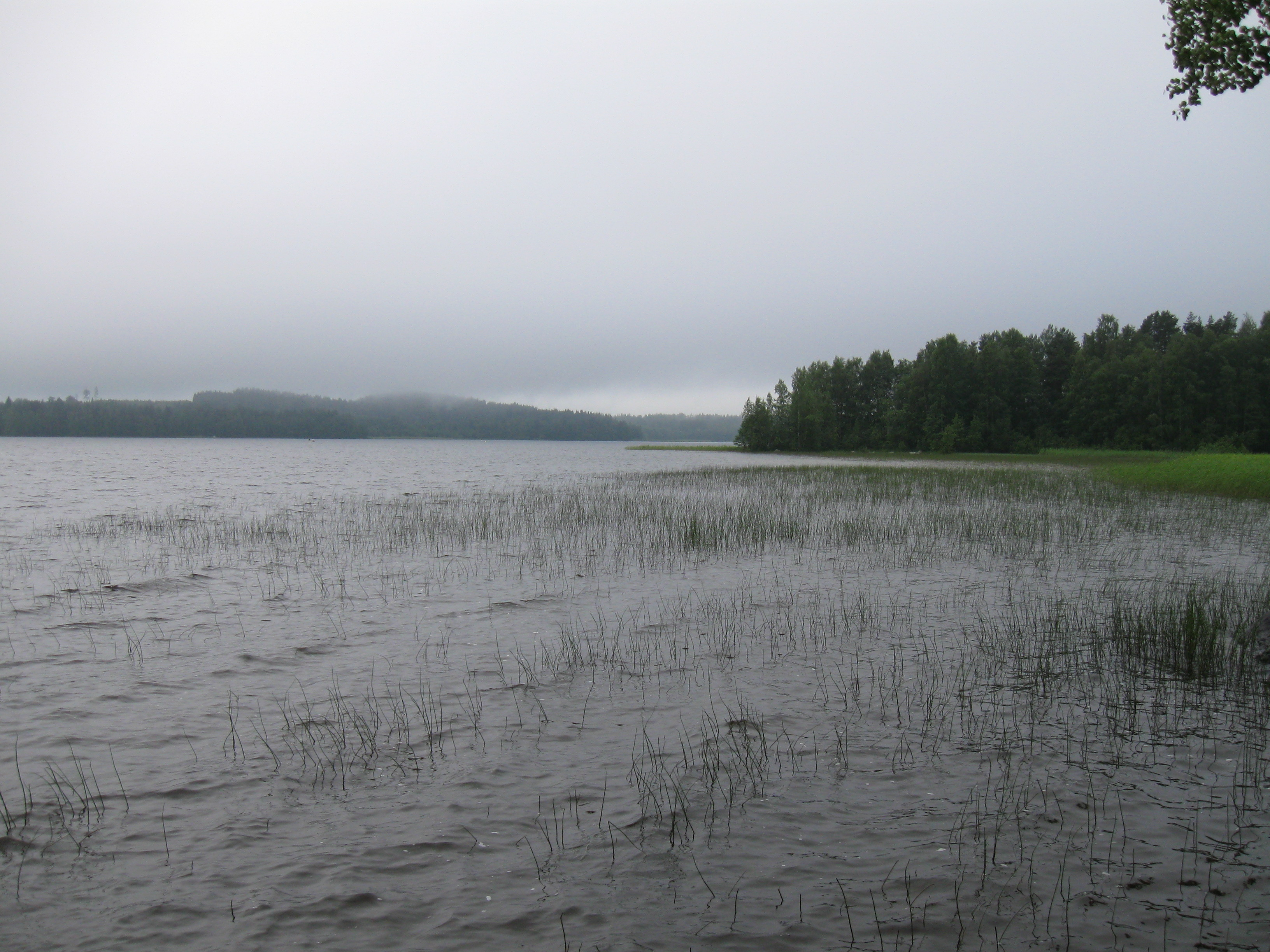
Riutanlahti.
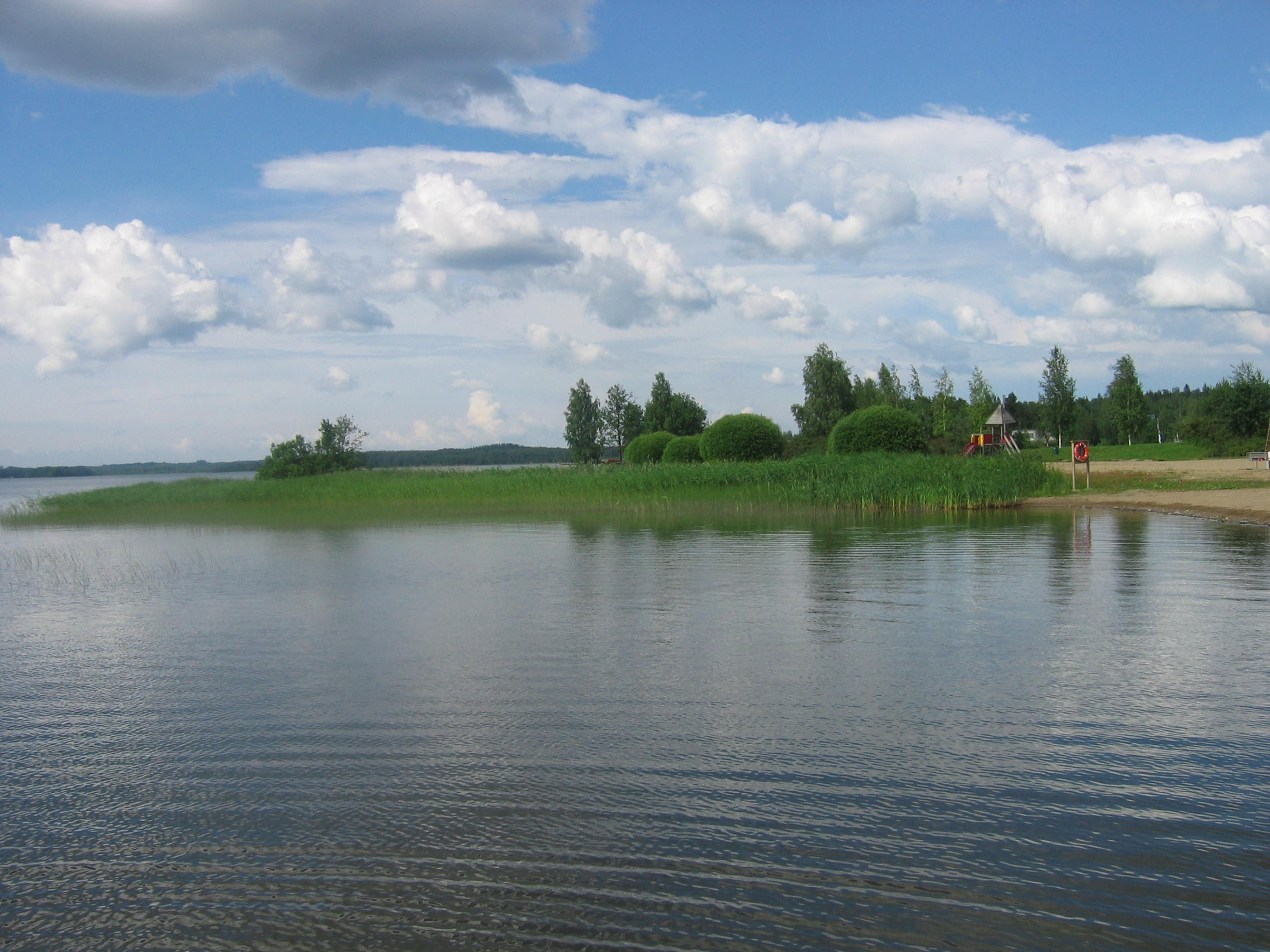
Plage de Kangaskylä.
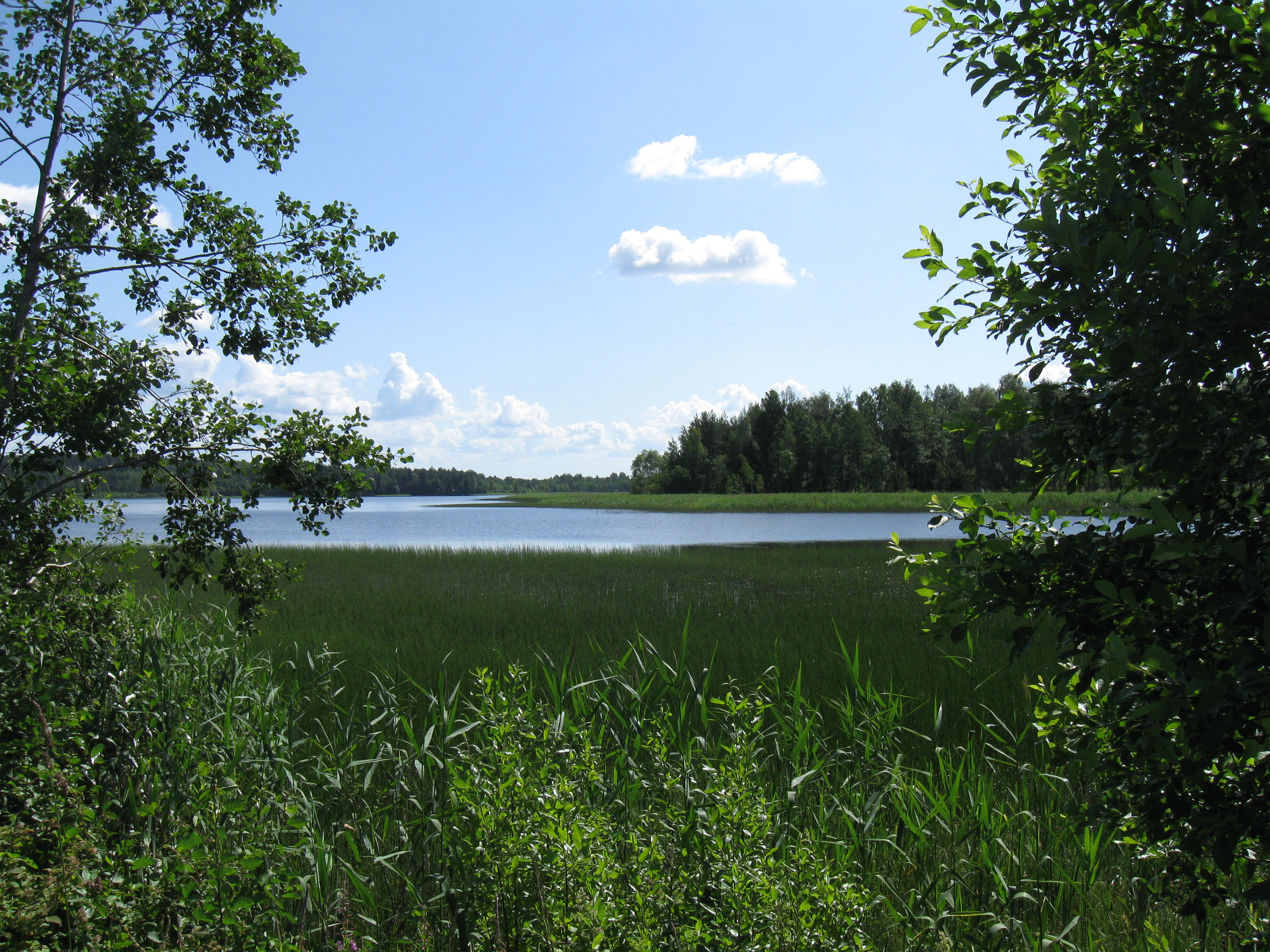
Särkisalmi.
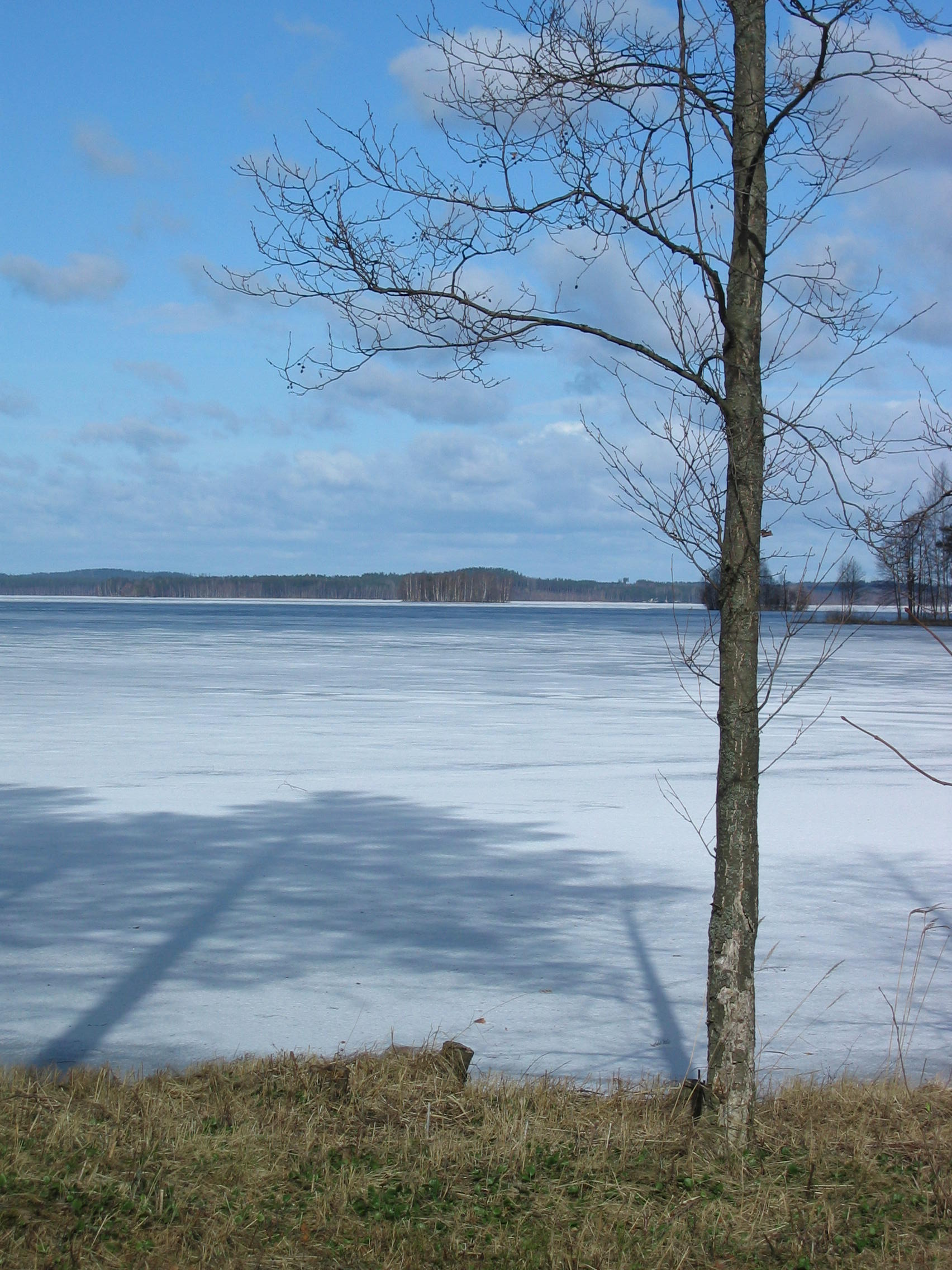
Helenansaari.
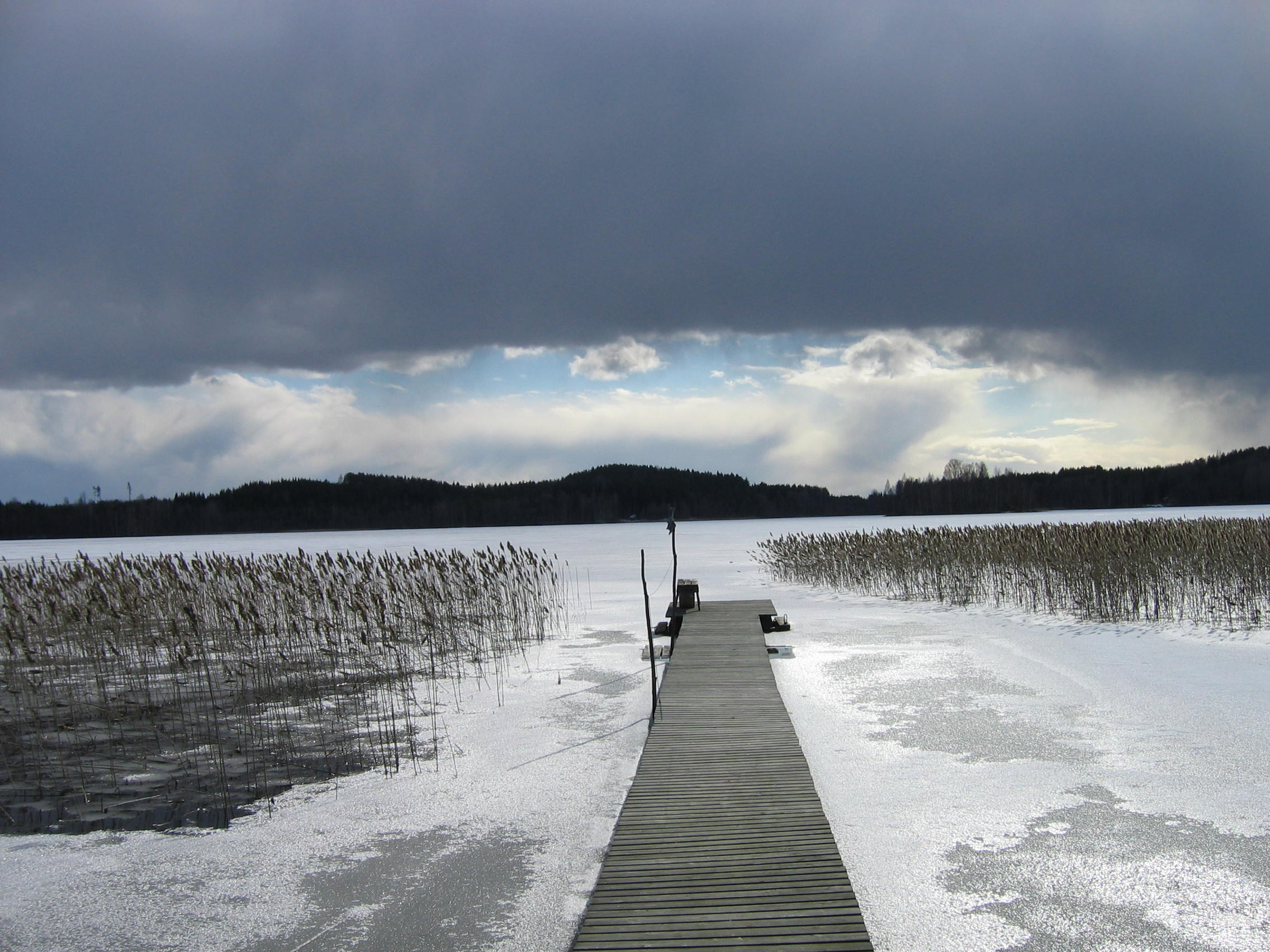
Haapalahti.
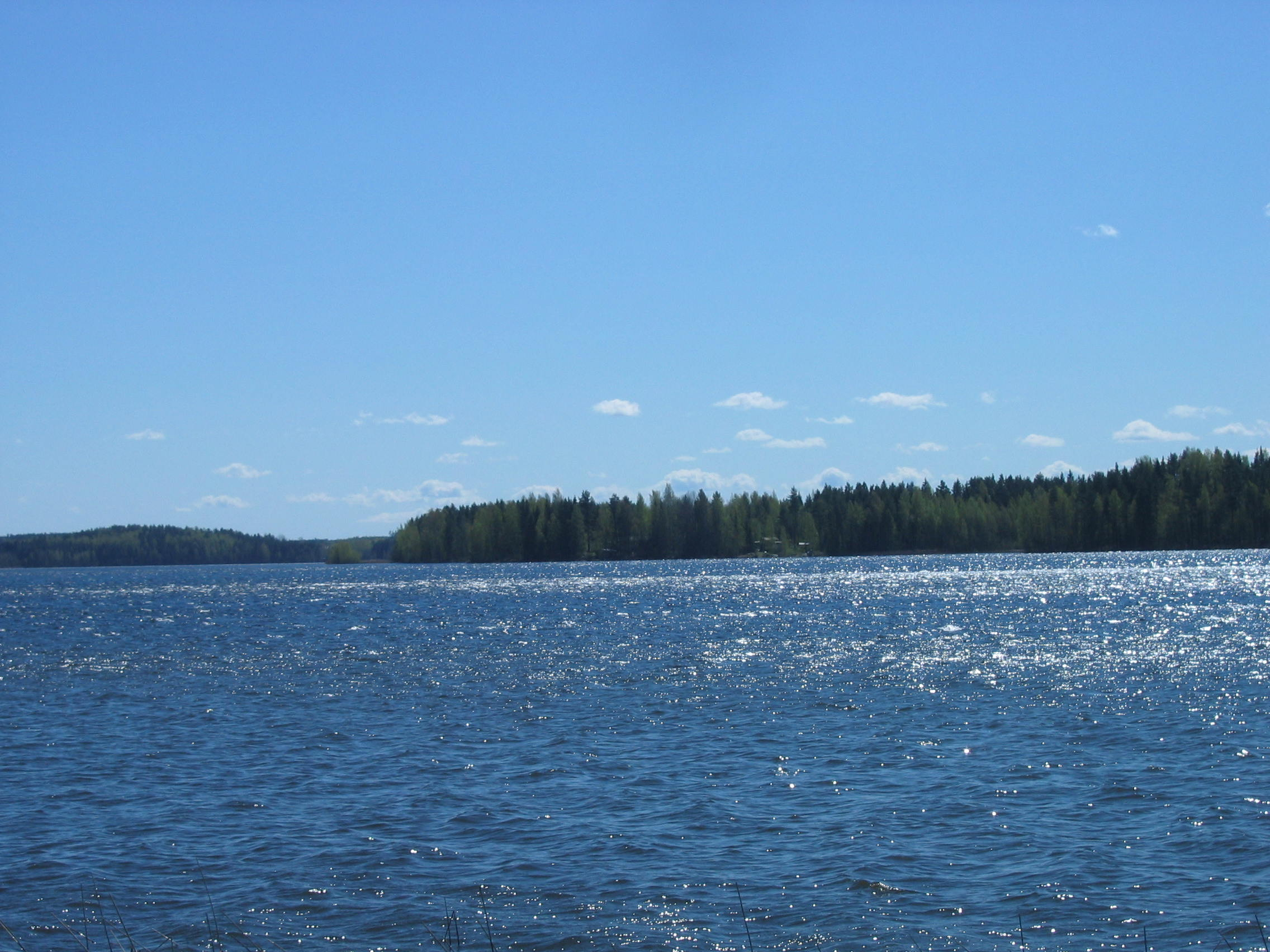
Kileksenniemi.